# Ihor Plakhouta
Ihor Plakhouta (en ukrainien : Ігор Вікторович Плахута), né le 1er septembre 1967, est un militaire ukrainien, commandant des Forces de défense territoriale depuis le 11 février 2024.

## Biographie
Sa nomination n'est pas sans laisser des commentaires, il occupait un poste au Ministère de l'Intérieur, en charge des troupes lors de l'Euromaïdan et de la dispersion des manifestants. De 2005 à 2008 il commandait la Brigade présidentielle et en 2009 le 169e centre d'entrainement.